# Криге, Корне
Корнелиус Петрус Йоханнес «Корне» Криге (африк. Cornelius Petrus Johannes "Corné" Krige) — южноафриканский регбист замбийского происхождения, бывший капитан национальной сборной ЮАР. Криге выступал за сборную Западной провинции в кубке Карри и клуб «Стормерз» в Супер Регби.

## Биография
Криге родился в Лусаке и первые годы жизни провёл именно там — родители спортсмена до сих пор живут в Замбии. Примечателен тот факт, что будущий капитан сборной ЮАР родился в одной больнице с будущим капитаном сборной Австралии Джорджем Граганом. Образование Криге получил уже в Южной Африке: Корнелиус обучался в старшей школе для мальчиков Paarl Boys' High School, которая расположена в 60 километрах от Кейптауна. Дальнейшее образование Криге получил в институте Cape Technikon. Большую часть регбийной карьеры Криге провёл именно в этой стране, там он проживает и сейчас.
Первая тестовая игра спортсмена состоялась в 10 июня 1999 года после прохождения курса реабилитации, которой требовали довольно серьёзные травмы колена и руки. Уже в первом матче за сборную Криге выполнял функции капитана, команда же выиграла у итальянцев с разгромным счётом 101:0. Матч, прошедший в Дурбане, стал самым крупным поражением в истории сборной Италии. Две недели спустя капитан снова травмировал колено в игре с «Олл Блэкс» в Данидине. Игрок был вынужден пропустить валлийский чемпионат мира 1999 года, и капитаном на мировом первенстве был избран другой спортсмен. В 2002 году Криге стал лидером сборной на постоянной основе. В 39 матчах за «Спригбокс» 18 Корнелиус провёл в роли капитана. В январе 2004 года игрок заявил о завершении международной карьеры.
Криге никогда не славился излишней деликатностью в игре. К примеру, в ноябре 2002 года, когда ЮАР потерпела крупнейшее поражение в истории от англичан на «Туикенеме» (3:53), игроки «Спрингбокс» намеренно атаковали британцев, находившихся без мяча. На основе трансляции можно сделать вывод о том, что Криге был лидером этой акции. Карьера Криге в Супер Регби была закончена несколько раньше, чем он предполагал, поскольку за удар соперника головой в сезоне—2004 Корнелиус был приговорён к дисквалификации на восемь недель. В результате запланированный на скорое будущее уход из клубного регби Южного полушария состоялся сразу по вынесении решения.
Заключительную часть карьеры игрок провёл в Англии, выступая за клуб «Нортгемптон Сэйнтс». Проведя за «святых» 19 матчей и дождавшись завершения сезона в Премьер-лиге, Криге вернулся в Кейптаун и занялся бизнесом. Впрочем, спортсмен появился в игре высшего уровня ещё один раз. 9 июня 2006 года состоялся прощальный матч Криге, в котором встретились лучшие игроки сборной Западной провинции и сборная мира. Встреча прошла на арене «Ньюлэндс Стэдиум». Игра стала весьма успешной с финансовой точки зрения, и прибыль от проведения матча была переведена в благотворительный фонд. Сборная мира выиграла со счётом 49:31 — в матче было занесено 12 попыток.
Криге стал бизнес-партнёром бывших коллег по сборной ЮАР Бобби Скинстеда и Робби Флека. Предприниматели руководили рестораном Billie the B.U.M.S. Restaurant и баром Cocktail Bar. Позже ресторан был закрыт. В 2014 году Криге участвовал в реалити-шоу Survivor South Africa: Champions как вождь (тренер) одного из племён (команды); его подопечный в итоге выиграл шоу.